# Akihiro Ienaga
Akihiro Ienaga (* 13. červen 1986) je japonský fotbalista.

## Klubová kariéra
Hrával za Gamba Osaka, Oita Trinita, Cerezo Osaka, Mallorca, Ulsan Hyundai, Omiya Ardija.

## Reprezentační kariéra
Akihiro Ienaga odehrál za japonský národní tým v letech 2007–2011 celkem 3 reprezentační utkání.

## Statistiky
| Japonsko | Japonsko | Japonsko |
| Roky     | Záp.     | Góly     |
| -------- | -------- | -------- |
| 2007     | 1        | 0        |
| 2008     | 0        | 0        |
| 2009     | 0        | 0        |
| 2010     | 0        | 0        |
| 2011     | 2        | 0        |
| Celkem   | 3        | 0        |